# Kōko Tsurumi
Kōko Tsurumi (鶴見虹子?, Tsurumi Kōko; Tokyo, 28 settembre 1992) è una ginnasta giapponese.

## Palmarès

### Mondiali
- 2 medaglie:
  - 1 argento (Londra 2009 nelle parallele asimmetriche)
  - 1 bronzo (Londra 2009 nell'all-around)

### Coppa del mondo
- 1 medaglia:
  - 1 bronzo (Madrid 2008 nelle parallele asimmetriche)

### Giochi asiatici
- 2 medaglie:
  - 1 argento (Canton 2010 a squadre)
  - 1 bronzo (Canton 2010 nelle parallele asimmetriche)

### Campionati asiatici
- 4 medaglie:
  - 4 ori (Doha 2008 a squadre; Doha 2008 nell'all-around; Doha 2008 nelle parallele asimmetriche; Doha 2008 nel corpo libero)